# Monimiaceae
Monimiaceae er en plantefamilie med ca. 20 slægter og 200 arter, som er udbredt i Sydamerika, Centralafrika, Indonesien, Australien og New Zealand. Arterne kan kendes på deres kviste, som har brede marvstråler og ofte en affladning under knopperne. Bladene er modsatte med groft takket rand og fremstående bladribber på undersiden. Frugten har et kraftigt frugtkød og spaltes i små stenfrugter.
Kun slægten Boldo (Peumus) har økonomisk interesse i Danmark.
| Slægter |

| - Anthobembix - Austromatthaea - Carnegieodoxa - Decarydendron - Ephippiandra - Faika - Hedycarya - Hedycaryopsis - Hennecartia - Hortonia - Kairoa - Kibara - Kibaropsis - Lauterbachia - Levieria | - Macropeplus - Macrotorus - Matthaea - Mollinedia - Monimia - Palmeria - Parakibara - Boldo-slægten (Peumus) - Phanerogonocarpus - Schrameckia - Steganthera - Tambourissa - Tetrasynandra - Wilkiea - Xymalos |